# Krankenhaus von Lahane

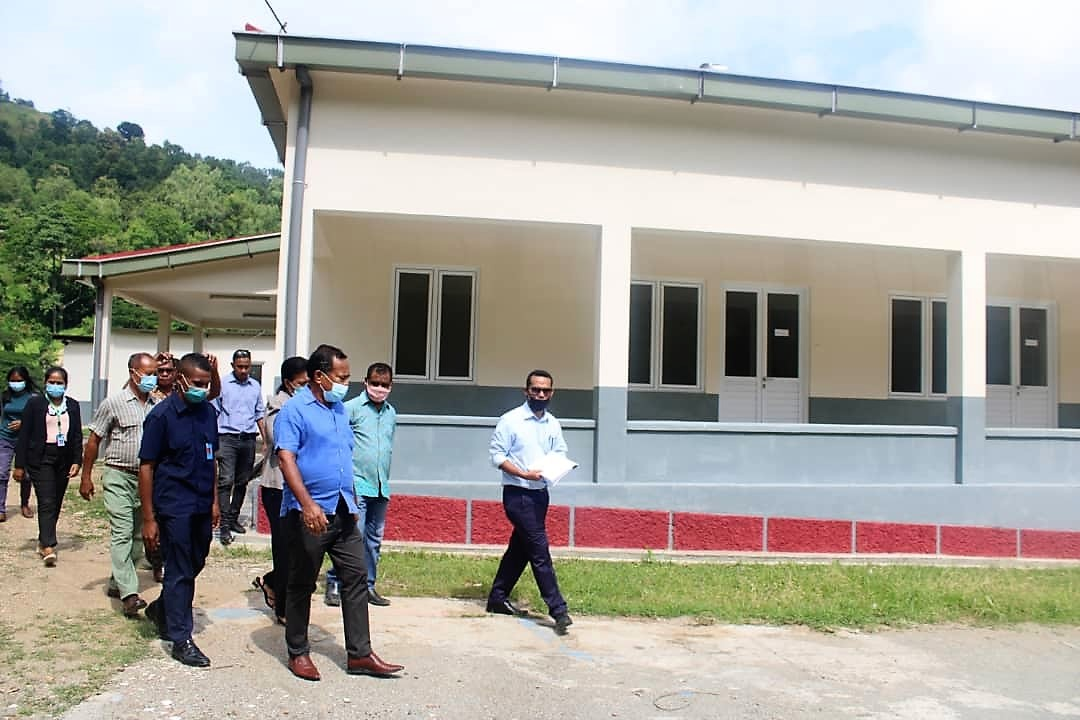
Nach der Renovierung (2021)

Das Krankenhaus von Lahane, auch bekannt als das Alte Portugiesische Hospital (portugiesisch Antigo Hospital Português), ist ein historischer Gebäudekomplex im Süden der osttimoresischen Landeshauptstadt Dili, im Stadtteil Correio, der zu Lahane gehört. Es befindet sich auf einem kleinen Plateau im Suco Lahane Ocidental (Verwaltungsamt Vera Cruz), westlich des Foho Marabia. Seit 2021 ist es wieder im Betrieb zur Behandlung von COVID-19-Erkrankten.
Von der UNESCO wird das Hospital als Kandidat für die Auszeichnung als Welterbe in Osttimor bewertet.

## Geschichte

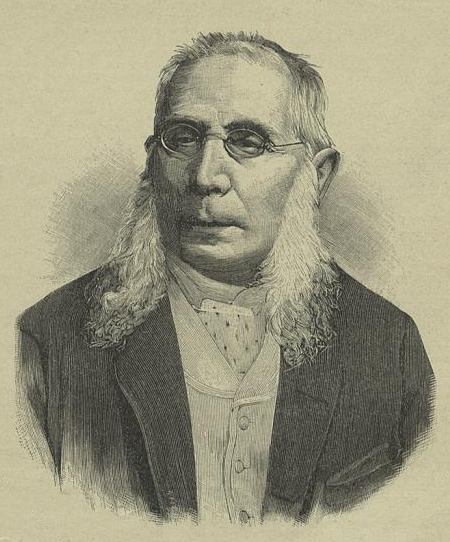
Tomás de Carvalho, der Namensgeber des Krankenhauses

Der portugiesische Gouverneur Afonso de Castro begann 1860 den Bau des Krankenhauses, der unter seinem Nachfolger José Manuel Pereira de Almeida 1864 vollendet wurde und den Namen Castro-Lahane-Krankenhaus erhielt. Lahane liegt höher als das etwa vier Kilometer entfernte Stadtzentrum von Dili, das in der Kolonialzeit malariaverseucht war und deswegen sich nicht gut eignete, für den Standort eines Krankenhauses. Das Krankenhaus war in drei Bereiche aufgeteilt: Einer für Europäer für vier Rupien, einer für Chinesen für drei Rupien und einer für Einheimische für zwei Rupien pro Tag. Ein Australier beschreibt 1877 das Krankenhaus als ein großes, luftiges und sauberes Gebäude, in dem den Kranken viel Aufmerksamkeit geschenkt werde.
1892 begann man mit Planungen zum Umbau des Krankenhauses unter Gouverneur Cipriano Forjaz. Custódio Miguel de Borja, der ihm vorgesetzte Gouverneur von Macau hatte den Umbau dem Ministerium für Marine und Überseeterritorien vorgeschlagen. Der Neubau entstand dann unter Gouverneur José Celestino da Silva und wurde 1906 fertiggestellt. Da nur lokale Ressourcen zur Finanzierung genutzt wurden, dauerte der Bau mehrere Jahre. Ursprünglich wurde das Krankenhaus nach König Carlos I. benannt, doch nach der Ausrufung der Republik umbenannt in Dr. Carvalho Hospital. Damit wurde Tomás de Carvalho geehrt, der erste Vertreter von Macau und Portugiesisch-Timor im portugiesischen Parlament (Cortes).
Die Architektur orientierte sich an Sanatorien, die in den Bergen Europas im 19. Jahrhundert in Mode kamen. Es teilte sich in mehrere autonome Module für die verschiedenen Funktionsbereiche und umfasste auch Gebäude für die Mitarbeiter des Krankenhauses. Auf jeder Seite des L-förmigen Hauptgebäudes befindet sich eine Galerie. 1920 wurde eine Säuglingsstation eingerichtet und 1938/39 entstand ein abgetrennter Pavillon zur Isolierung von Patienten mit ansteckenden Krankheiten, wie Tuberkulose. Während der japanischen Besetzung Timors im Zweiten Weltkrieg verwendeten die Japaner das Krankenhaus. Der Isolationspavillon wurde bei einem Luftangriff von einer australischen Bombe getroffen und es entstanden auch andere Schäden. 1947 wurde eine Geburtsklinik im alten Frauenflügel eingerichtet. Der Isolationspavillon wurde umgebaut, um einen Operationssaal einzurichten, letztlich wurde er Teil der Geburtsklinik. Ab 1967 kam in dem Komplex eine Kinderklinik dazu. Die Erweiterungen gingen auf Kosten des ursprünglichen Grundrisses, der gebogen war. Dafür wurde die Galerie entlang der gesamten Länge des Haupthauses offen. Nun hatte das Gebäude das Erscheinungsbild eines britischen Kolonialgebäudes, wie sie in Indien und Australien zu finden waren.

Bilder der Kolonialzeit
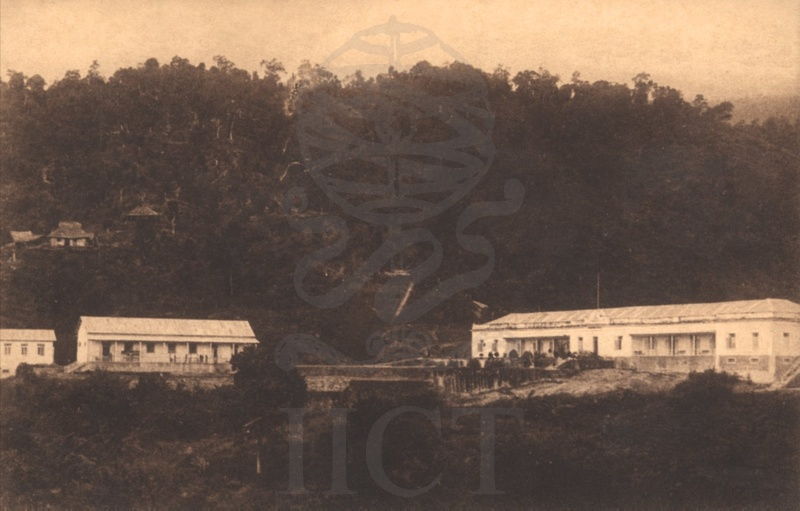
Das Krankenhaus in der Kolonialzeit
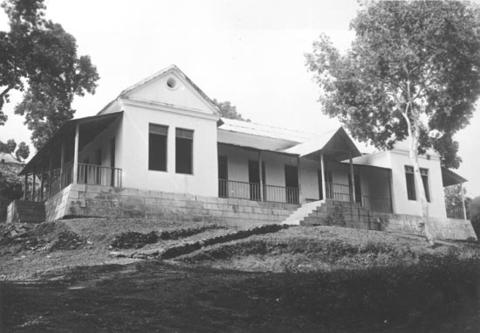
Die Frauenabteilung (vor 1940)
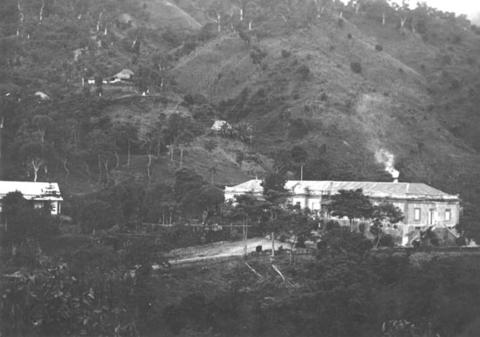
Das Krankenhaus in etwa derselben Zeit

Während der indonesischen Besatzungszeit (bis 1999) wurde das Hospital von der indonesischen Armee als Militärhospital und Offiziersunterkunft genutzt und verkam allmählich. Ab 2011 nutzte es eine australische Gesundheitsorganisation. Es sollte ein „Hospital of Hope“ (HOH, deutsch Krankenhaus der Hoffnung) entstehen mit prä- und postoperative Versorgung und Schulungsbetrieb. Dafür wäre ein umfassender Umbau notwendig gewesen. Stattdessen verfielen die Gebäude zunehmend.

Bilder vom verlassenen Krankenhaus 2017
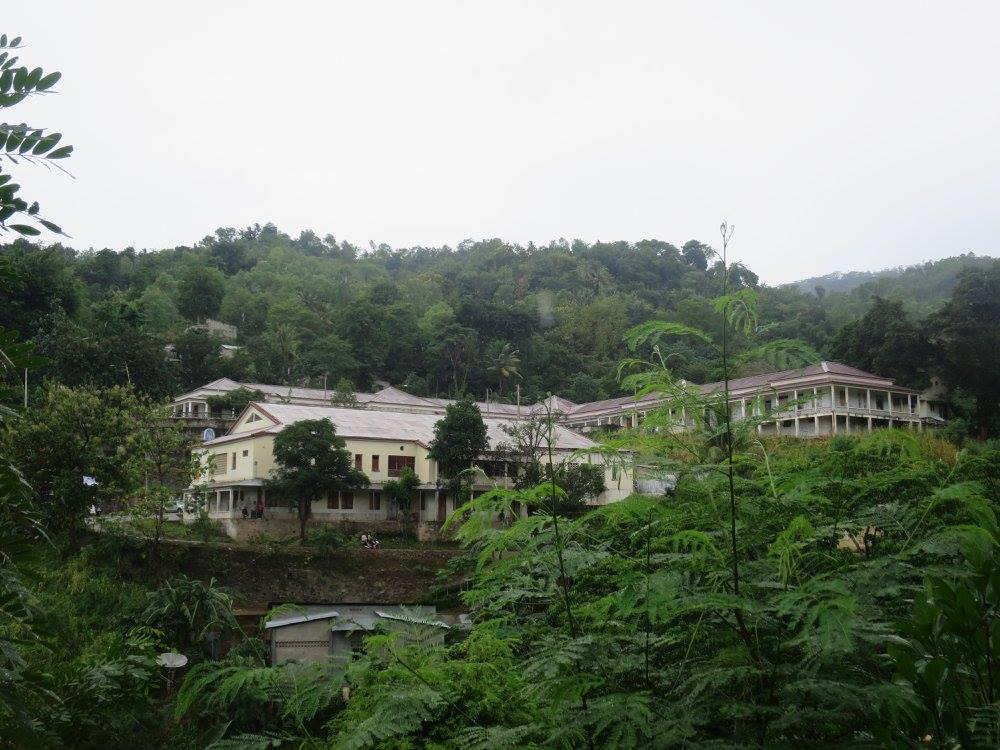
Das Krankenhaus (2017)
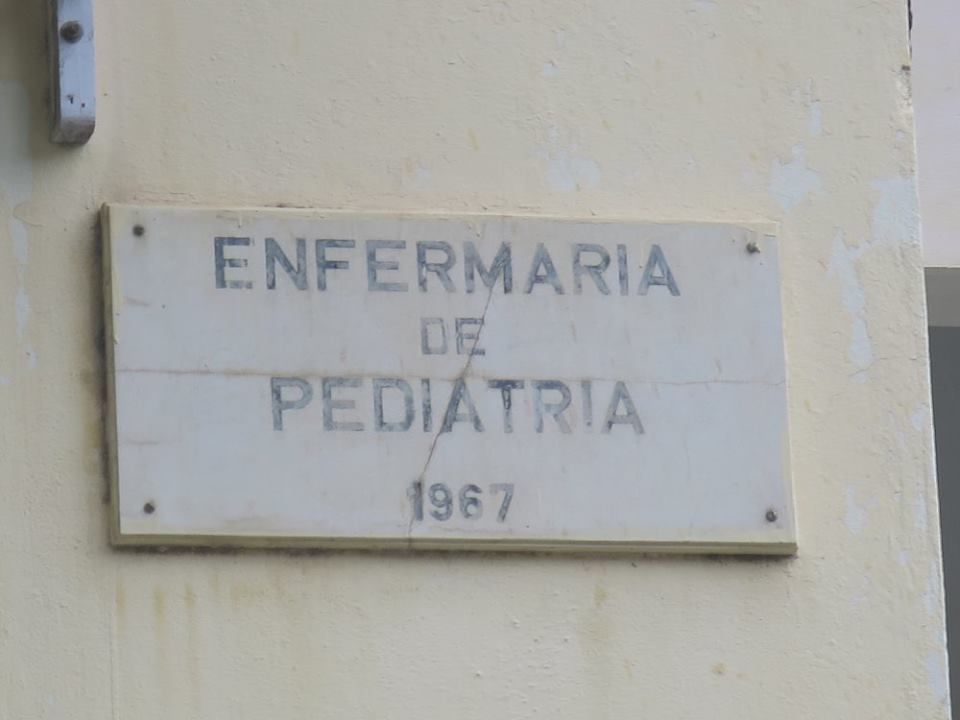
Behandlungsraum des Kinderarztes
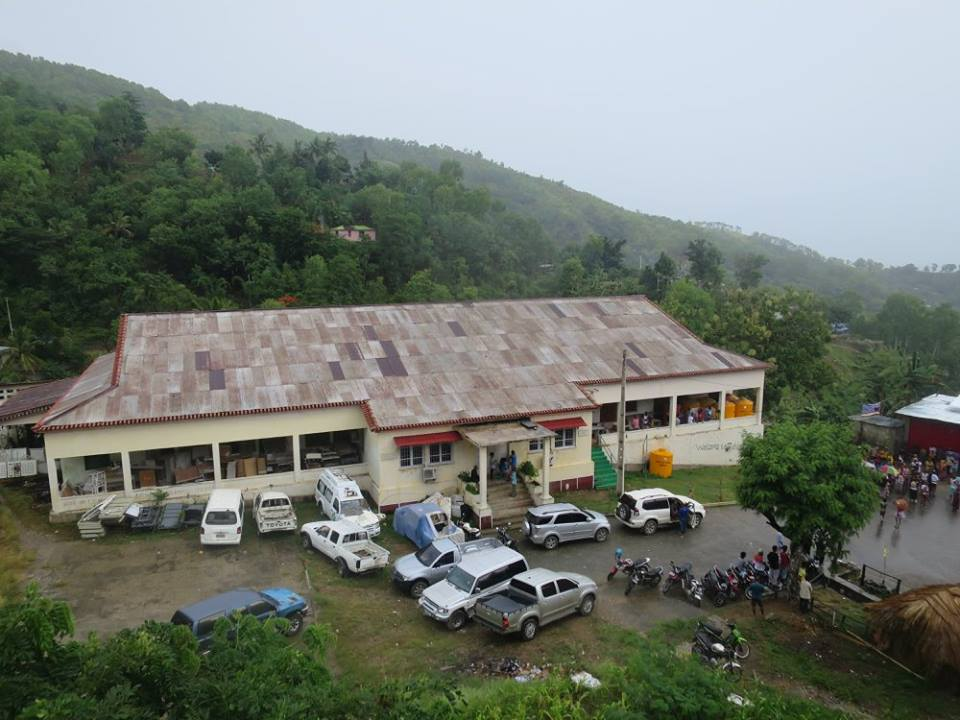
Der Isolationspavillon
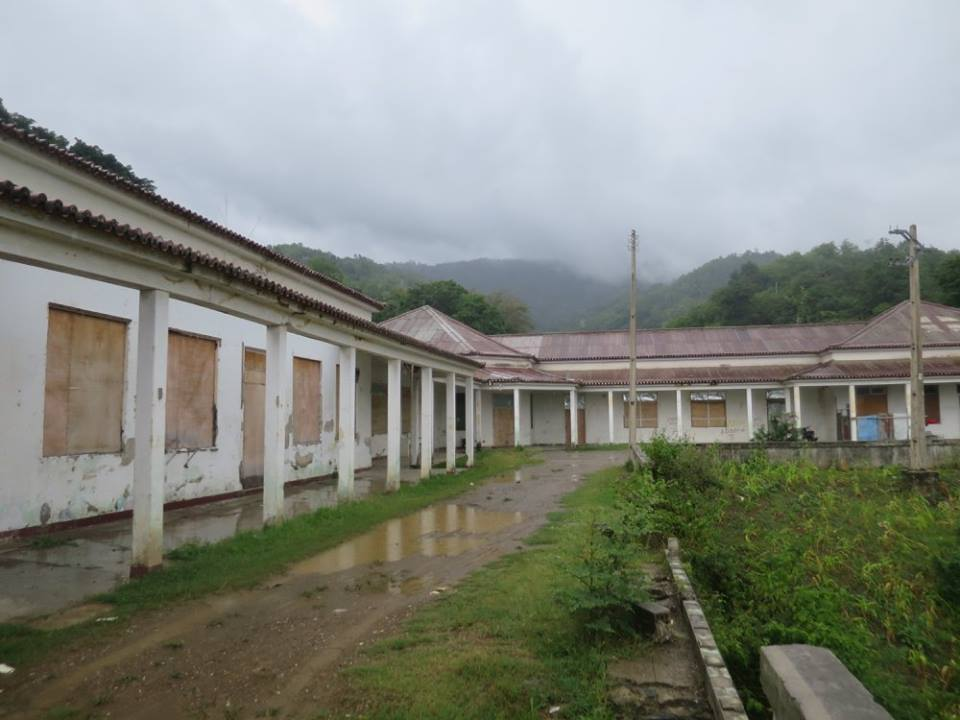
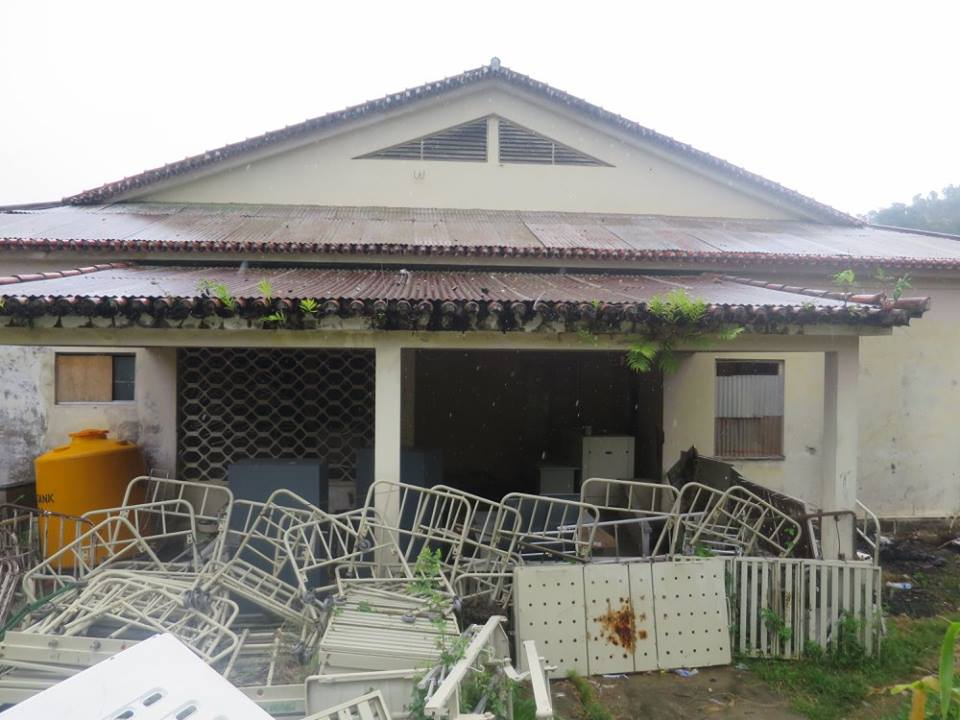
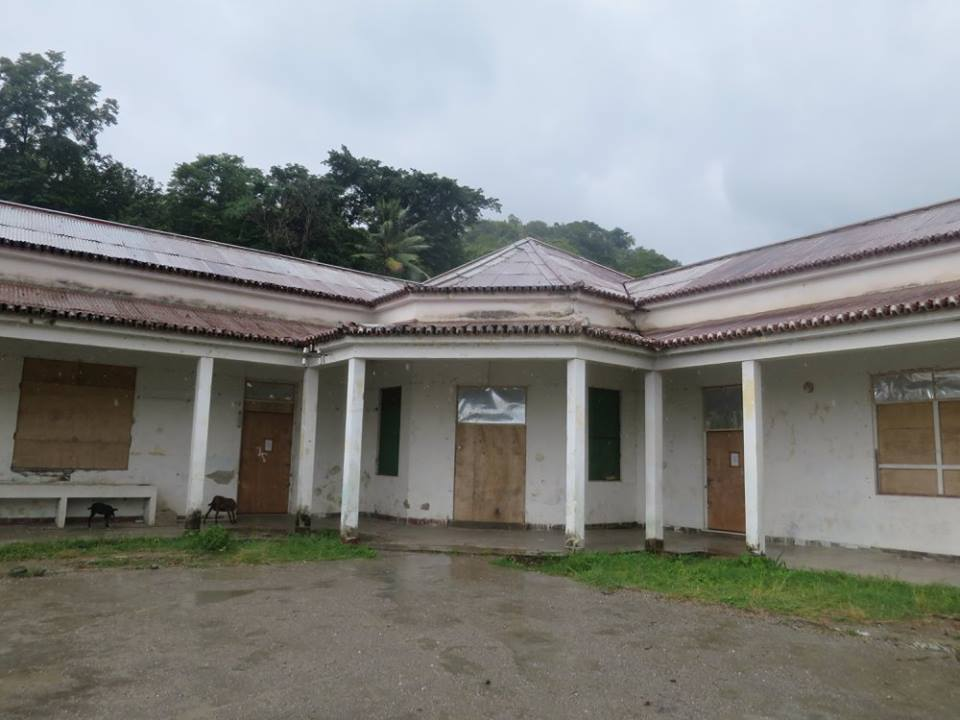
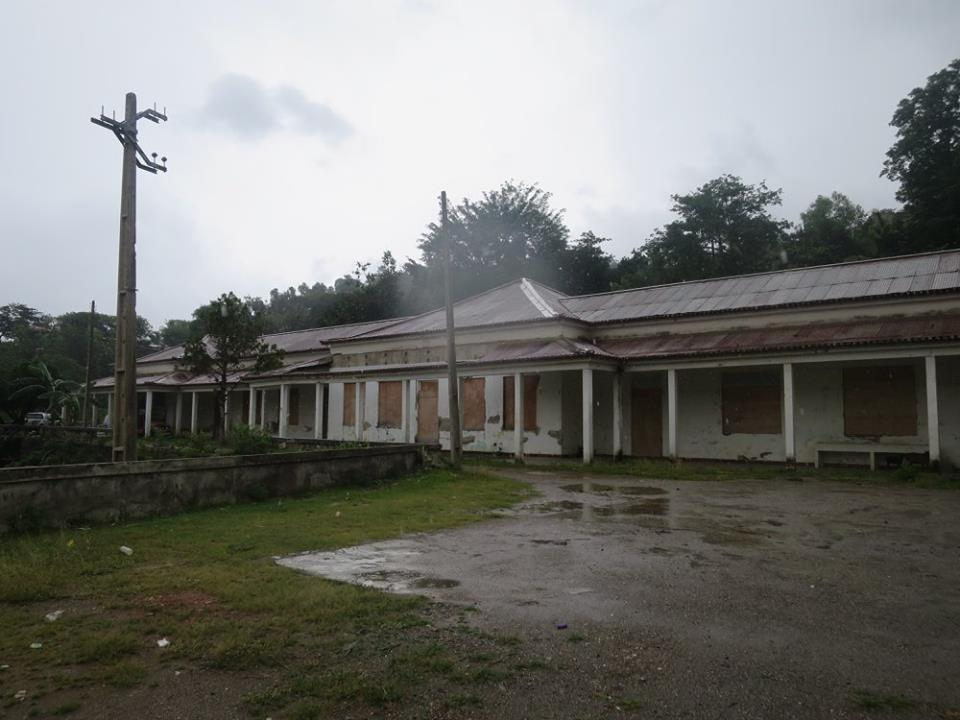
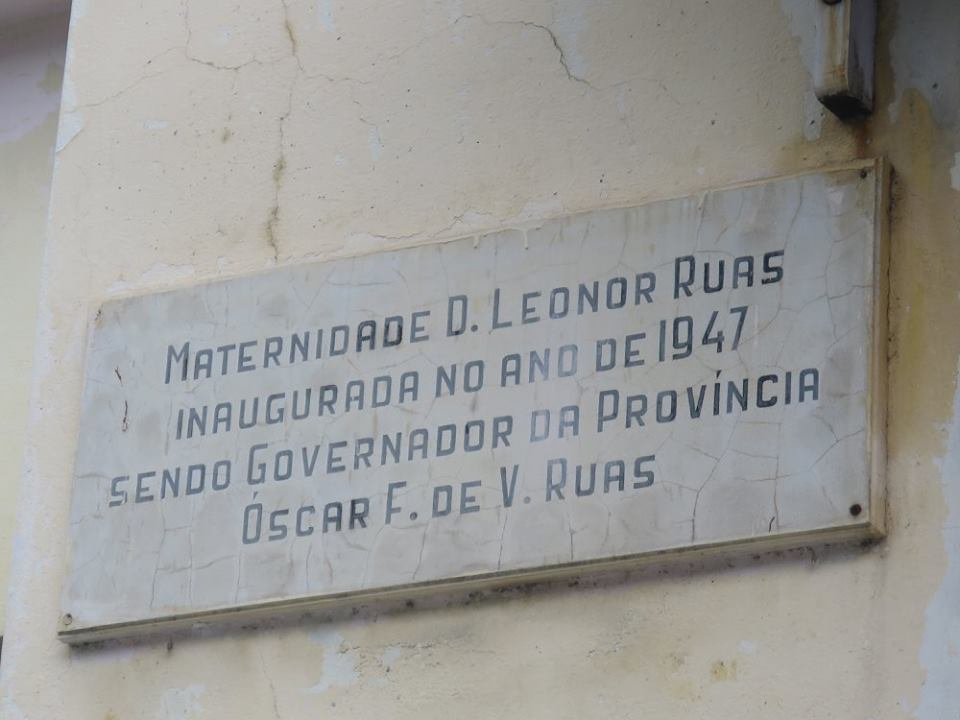
Gedenktafel zur Einweihung der Geburtsklinik 1947 durch Gouverneur Óscar F. de V. Ruas, benannt nach D. Leonor Ruas

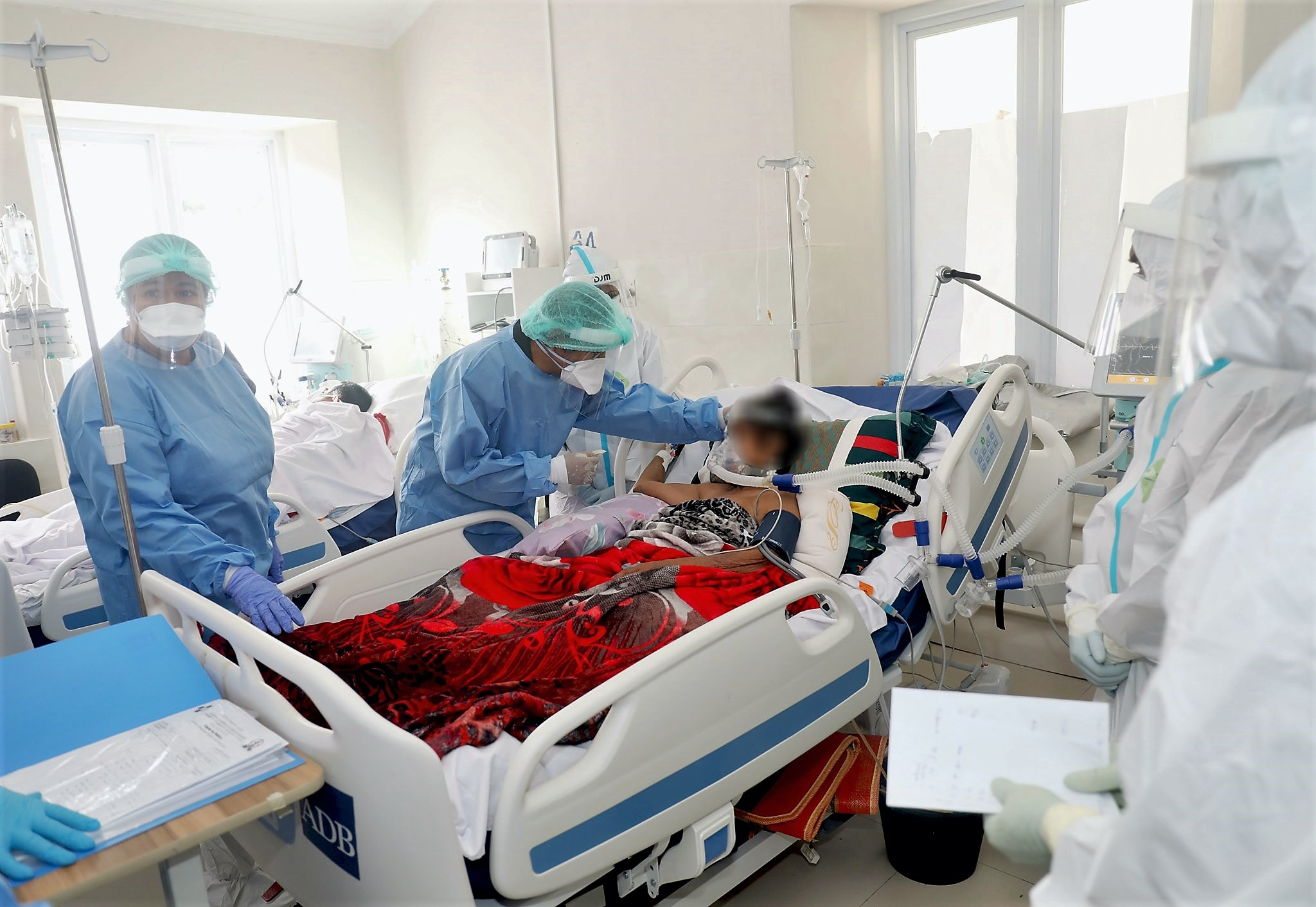
COVID-19-Patient im Lahane-Krankenhaus (2021)

2020 wurde das Gebäude wieder hergerichtet und sollte im Bedarfsfall mit 150 Zimmern für COVID-19-Patienten dienen. 2021 stiegen die Fallzahlen in Osttimor an und das Krankenhaus wurde für COVID-19-Erkrankte in Betrieb genommen.